# جنگ و جنون (آلبوم)
جنگ و جنون نام ششمین آلبوم داوود سرخوش خواننده افغانستانی می‌باشد که در سال ۲۰۱۶ منتشر شده و شامل ۱۰ ترانه می‌باشد. ترانه‌های این مجموعه با مضامین عاشقانه و سیاسی می‌باشد و در قالب موسیقی پاپ و هزارگی ساخته شده‌اند.

## فهرست آهنگ‌ها
این آلبوم شامل ده ترانه می‌باشد.
| ردیف | آهنگ            | همکار           |
| ۰۱   | هنوز            |                 |
| ۰۲   | شکیلا           |                 |
| ۰۳   | آوور کو چوم کده |                 |
| ۰۴   | جنگ و جنون      | محمد شریف سعیدی |
| ۰۵   | ماه و می‌چید     |                 |
| ۰۶   | زلیخا جان       | همایون مروت     |
| ۰۷   | صنوبر           |                 |
| ۰۸   | ارباب دل من     |                 |
| ۰۹   | بانوی هراتی     | همایون مروت     |
| ۱۰   | نی و دف         |                 |

## همکاران
در این آلبوم با شاعران و آهنگسازان مختلفی همچون، همایون مروت، محمد شریف سعیدی، ضیاء قاسمی، ابراهیم امینی همکاری شده‌است.